# Конуа, Франсуа Огюстен
Франсуа Огюстен Конуа (фр. François Augustin Caunois; 13 июня 1787, Бар-ле-Дюк — 1859, Париж) — французский скульптор и медальер.

## Биография
Родился в 1787 году в городе Бар-ле-Дюк. В начале 1810-х годов переехал в Париж, где учился в Высшей школе (академии) изящных искусств в мастерской Клода Дежу. В 1813 году выиграл академическую премию второй степени за созданное им изображение Тезея на декоративной медали.
Окончив обучение, регулярно выставлял свои работы на Парижском салоне в 1819—1850 годах; в 1824 году получил медаль Салона второй степени.
Конуа был наиболее известен как медальер, создатель нескольких десятков декоративных медалей с изображением выдающихся современников и исторических лиц.
Кроме того, сохранившееся наследие скульптора включает в себя несколько бюстов (маршала Юзефа Понятовского — в Версале, генерала Друо — в художественном музее города Бар-ле-Дюк, художника-баталиста Ораса Верне — в Руанском музее), и несколько статуй, из которых наиболее известны статуя «Молодой спартанец посвящает Родине свой щит» (ныне — в экспозиции музея Пикардии в Амьене) и статуя Святой Маргариты Шотландской для фасада церкви Мадлен в Париже.
Скончался в 1859 году в Париже.

## Галерея

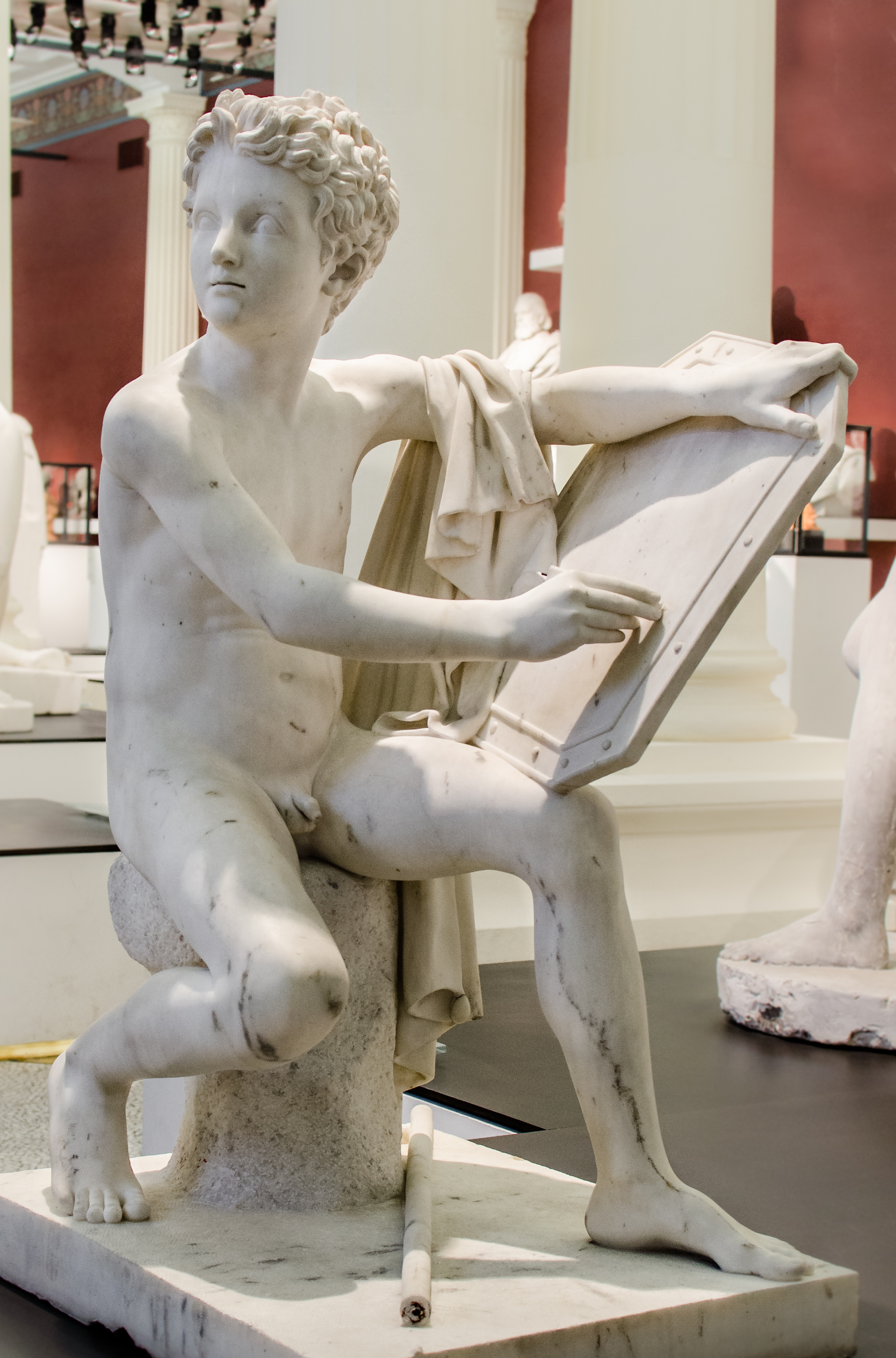
Юный спартанец, Музей Пикардии, Амьен.
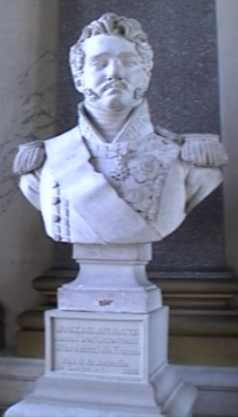
Бюст маршала Юзефа Понятовский, Версаль.
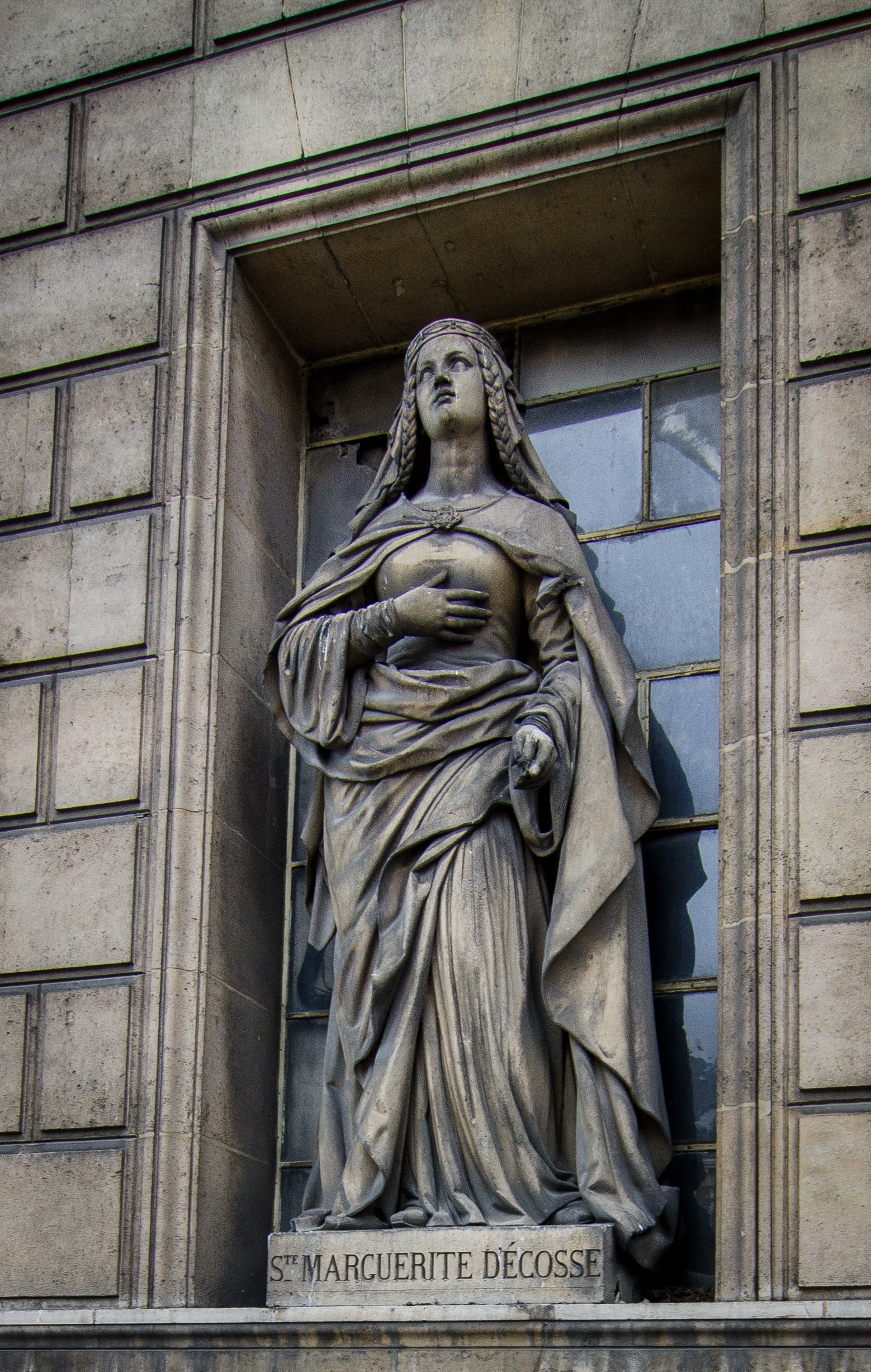
Святая Маргарита Шотландская. Церковь Мадлен, Париж.